# 張翰 (正統進士)
張翰（1403年—？），字宗儒，山東青州府安丘縣人，民籍。明朝政治人物。進士出身。

## 生平
順天府鄉試第三十三名。正統十年（1445年）乙丑科會試第八名，殿試登進士第三甲第八十三名。

## 家族
曾祖張祿。祖父張武。父亲張從。